# 海斯基贝尔山脉
43°22′01″N 1°49′14″W / 43.36694°N 1.82056°W

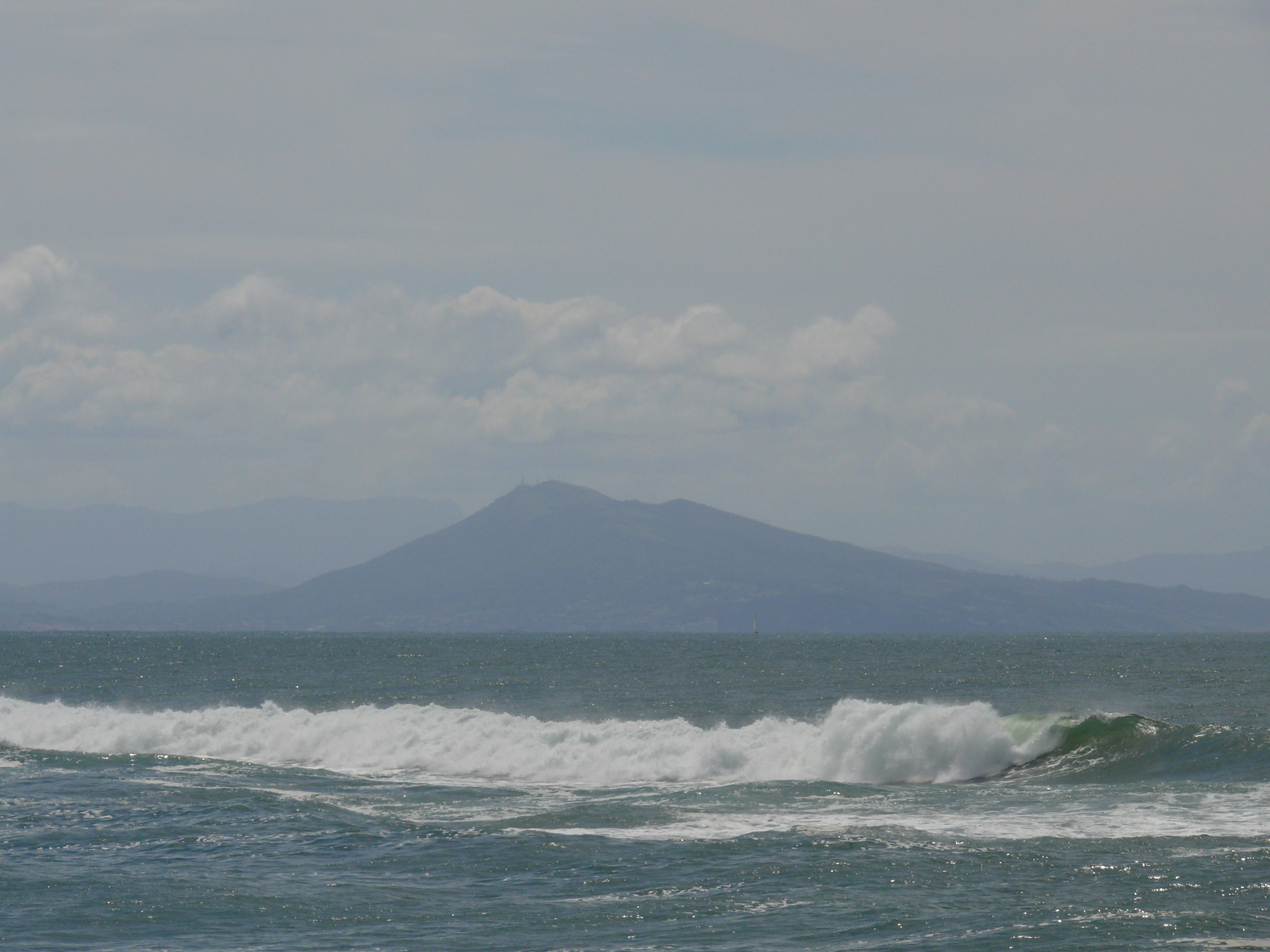

海斯基贝尔山脉（西班牙語：Jaizquíbel）是西班牙的山脈，位於該國北部巴斯克地區，處於帕萨亚以東、莱索以北和丰特拉维亚以西，屬於比利牛斯山的一部分，最高點海拔高度547米。